# Hersilia savignyi
Hersilia savignyi là một loài nhện trong họ Hersiliidae.
Loài này thuộc chi Hersilia. Hersilia savignyi được miêu tả năm 1836 bởi Lucas.

## Hình ảnh

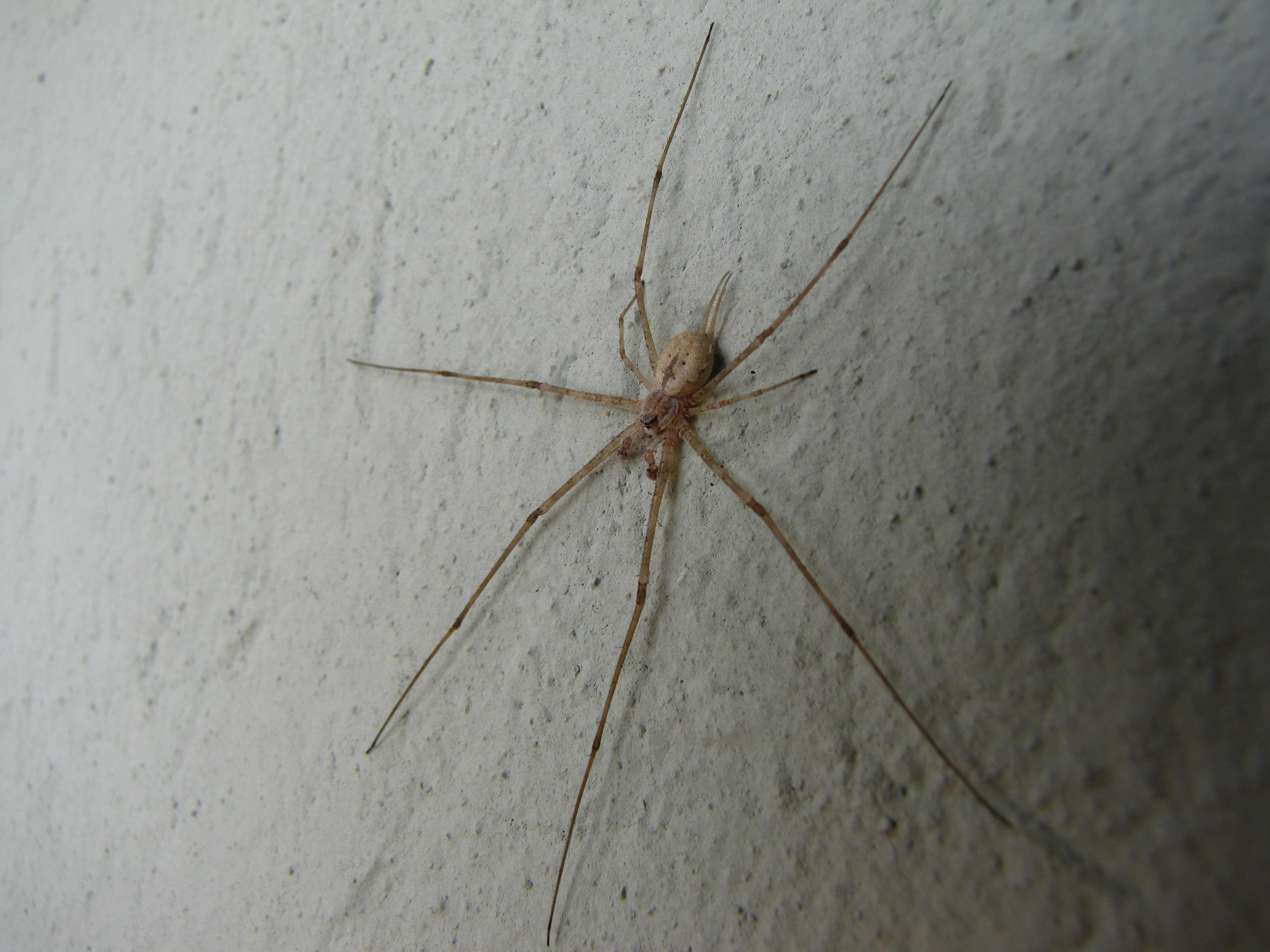